# Apaeleticus bellicosus
Apaeleticus bellicosus är en stekelart som beskrevs av Wesmael 1845. Apaeleticus bellicosus ingår i släktet Apaeleticus och familjen brokparasitsteklar. Arten är reproducerande i Sverige. Inga underarter finns listade i Catalogue of Life.